# Salvatore Caronna
Salvatore Caronna (Bad Säckingen, 5 marzo 1964) è un politico italiano.

Il suo interesse per la politica inizia fin da giovane nel movimento degli studenti.
Dopo questa prima esperienza, ha l'opportunità di occuparsi delle organizzazioni studentesche a livello nazionale.
Nel 1986 assume l'incarico di segretario della Federazione giovanile comunista di Bologna (città dove si recò per studi).
È stato presidente dell'Arci bolognese dal 1989 al 1993 e dirigente nazionale dell'associazione.
Nel dicembre del 1999, all'indomani della sconfitta del centro sinistra a Bologna, viene eletto segretario della Federazione dei Democratici di Sinistra, incarico che mantiene fino al giugno 2006.
In questo periodo il centro sinistra ritorna a governare Bologna passando dal 46,49% al 57,46%, mentre l'Ulivo ottiene il 43,44%.
È stato il primo degli eletti in Consiglio Comunale.
È stato consigliere regionale dell'Emilia-Romagna dal 2005 al 2009.
Nelle elezioni Primarie del 14 ottobre 2007 è stato eletto segretario regionale del Partito Democratico dell'Emilia-Romagna.
Fa parte della Direzione nazionale del Partito Democratico.
Nelle elezioni del 6 e 7 giugno 2009 è stato eletto deputato al Parlamento Europeo. È titolare nella Commissione Sviluppo regionale e membro supplente nella Commissione Agricoltura e Libertà civili, giustizia e affari interni. È stato membro della commissione speciale contro la corruzione, il riciclaggio di denaro e le mafie, istituita nell'ultima legislatura nel Parlamento Europeo.
Nel 2014 si ricandida alle Elezioni europee con il PD nella circoscrizione del Nord-Est. Di estrazione cuperliana, Caronna non ottiene il posto per un nuovo mandato.
È sposato e ha due figli.